# Otacilia longissima
Espèce
Otacilia longissima est une espèce d'araignées aranéomorphes de la famille des Phrurolithidae.

## Distribution
Cette espèce est endémique du Guangxi en Chine,. Elle se rencontre dans le xian de Shanglin.

## Description
Le mâle holotype mesure 2,40 mm et la femelle paratype 2,55 mm.

## Systématique et taxinomie
Cette espèce a été décrite par Liu, Xu et Yin en 2023.

## Publication originale
- Liu, Xu & Yin, 2023 : « A survey of the Phrurolithidae (Arachnida: Araneae) of Damingshan National Natural Reserve, south China. » Zootaxa, no 5278(3), p. 511-536.